# Bauchnuschti Stompers
Die Bauchnuschti Stompers sind eine 1987 gegründete Dixieland-Jazzband.

## Geschichte
Die Band entstand 1987 anlässlich eines runden Geburtstags der Wirtin der «Bauchnuschti»-Bar im Zürcher Langstrassenquartier. Gründungsmitglieder waren damals ausschliesslich jazzbegeisterte Baufachleute aus dem Kanton Zürich. Als Bandleader amtiert seit der Gründung Röbi Schmid.
Höhepunkte in der Bandgeschichte waren Engagements am Schillerwitzer Elbe-Dixie-Festival in Dresden und am Internationalen Dixie- & Bluesfestival in Zürich.

## Diskografie
- 1997: Happy Birthday – 10 Years (Liverpool Records)[4]
- 2001: Toggenburger – bei uns spielt die Musik (Liverpool Records)[5]
- 2002: Happy Dixieland – 15 Jahre on the Sunny Side … (Liverpool Records)[6]
- 2010: Sugar Blues